# Bonnington
Bonnington – wieś w Anglii, w hrabstwie Kent, w dystrykcie Ashford. Leży 36 km na południowy wschód od miasta Maidstone i 89 km na południowy wschód od centrum Londynu. W 2001 miejscowość liczyła 109 mieszkańców.